# ワット
ワット（英: watt, 記号: W）とは、仕事率や電力・放射束をあらわす、国際単位系の単位（SI組立単位）である。比較的目にすることの多い電力の場合であれば、単位時間あたりの実際に消費される電気エネルギーの大小を表し、値が大きいほど単位時間あたりに電力を多く消費する。

## 概要
ワットという名称は、蒸気機関の発展に大いに貢献したスコットランド人のジェームズ・ワット (James Watt) にちなんで名づけられた。1889年の英国学術協会第2回総会で採用された。ワットは固有の名称を持つ単位の一つで、1ワットは毎秒1ジュールに等しいエネルギーを生じさせる仕事率と定義され、SI組立単位で表すとジュール毎秒 (J/s)である。すなわち、1秒あたりに変換・使用・消費されているエネルギー（仕事）を表す。ジュールがT−2 L2 Mの次元なので、ワットはT−3 L2 Mの次元となる。SI基本単位のみによって表すと、ジュールは、kg⋅m2⋅s−2なので、ワットはkg⋅m2⋅s−3になる。
他の仕事率の単位との換算は、以下のようになる。
|                                       | W           | kgf·m/s  | PS        | kcal/h    | HP(BHP)   |
| ------------------------------------- | ----------- | -------- | --------- | --------- | --------- |
| 1 ワット(W)                           | = 1         | = 0.102  | = 0.00136 | ≈ 0.860   | ≈ 0.00134 |
| 1 重量キログラムメートル毎秒(kgf·m/s) | = 9.80665   | = 1      | ≈ 0.01333 | ≈ 8.4322  | ≈ 0.01315 |
| 1 仏馬力(PS)                          | = 735.49875 | = 75     | = 1       | ≈ 632.415 | ≈ 0.9863  |
| 1 キロカロリー毎時(kcal/h)            | = 1.163     | ≈ 0.1186 | ≈ 0.00158 | = 1       | ≈ 0.00155 |
| 1 英馬力(HP(BHP))                     | = 745       | ≈ 76.040 | = 1.013   | = 641     | = 1       |

逆に、仕事率や電力の単位に時間の単位をかけたものは、エネルギーを表す単位となる。つまり、
1 J = 1 W × 1 s
である。
例えば、1 kW の装置が1時間 (3600秒) に消費するエネルギーは1 kW⋅h となり、それは3600 kJに等しい。1 MW⋅d（メガワット日）は86.4 GJ（ギガジュール） となる。これらの単位は電力関係で電力消費量（電力量）の単位として用いられる。
また、1 W = 1000 mWである。
国際単位系における表記規則に従い、記号の表記としては、大文字の「W」を用いる。小文字の「w」を用いるのは誤りである。

## 電力としてのワット
電気工学の分野では、仕事率である電力は、以下の式で表される。
電力 = 電圧 × 電流
であるから、単位としては
W = V⋅A
と等価である。
例えば、100 V の電圧がかかり、1 A の電流が流れている回路は、100 W の電力を消費する。式に表すと以下のようになる。
100 W = 100 V × 1 A

## 電気器具のワット
日本の多くの家庭で使われているのは100 Vの交流電源である。そして多くの電気器具は消費電力（有効電力）をワットの単位で表示している。これらから電流を出すためには、ジュールの法則から得られる
電流 = 電力 / 電圧
の式を使えばよい。たとえば、200 Wを消費するテレビ受像機に流れる電流は、それを100 Vで割ることで、2 Aの電流が流れるとわかる。ただし、上記は力率=100 %と仮定した場合であり、コイルやコンデンサの力率を考慮すると、以下の式になる。しかし家庭用電気器具には、力率や電流の表示がないものがほとんどである。
電流 = 消費電力 / (電圧 × 力率)
電気器具の中ではkW（キロワット）の単位で表示されているものがある。1 kW = 1000 Wなので、換算して出せばよい。たとえば1.5 kWのホットプレートに流れる電流は15 Aである。台所で、ホットプレートと炊飯器と電子レンジを同時に使うと、アンペアブレーカーが落ちることがあるが、これは配線用遮断器に定められた規定電流量を超えたからである。
コンセントやテーブルタップなどは、安全の観点から使用できる電流量が定められている。例えば15 Aまでと決まっている製品には、15 A以上の電流を流してはならない。そのため、接続の前に各機器のワット数を調べ、それらが使う電流を合計して容量以下であることを確かめなければならない。ただし、力率が100 %でない場合は皮相電力は消費電力より大きいため電流は大きくなる。
電流 = 皮相電力 / 電圧
皮相電力の単位はボルトアンペア、無効電力の単位はバールである。
電力を表示しているワットが、光や熱の単位のように扱われることがある。「1 kWの高温調理」「(無駄に明るい人を)便所の100 W」など。これは家庭において注目される電力が、白熱電球などにおける消費電力であったことに起因する。電球や電熱器を購入する場合、消費電力で光量や熱量の目安を付けることが多かった。電子レンジで加熱する際に選ぶワット数は、食品に与えられる単位時間あたりのエネルギー量に相当する「定格高周波出力」であり、消費電力はこの値を上回る。
LED電球にも明るさの目安として、実際の消費電力とは無関係に（白熱電球で同程度の明るさとなる）「○ワット相当」と記載されている例があるが、実際の明るさである光束は相当となるワット数と比例しない。
逆に、半導体設計に関する値である「Thermal Design Power」が、日本語では熱設計電力と訳され、消費電力の指標と見られることもあるが、これは本来ヒートシンクなどの設計に用いる、「単位時間あたりに半導体が発する（=冷却器で処理する必要のある）熱量」の値である。

## 冷凍能力
冷凍機などの冷凍能力も、「単位時間あたりに取り去れる熱量」であるので、ジュール毎秒、すなわちワットの単位で表せる。この冷凍能力は、冷凍機自体のエネルギー消費率とは必ずしも一致せず、同じ単位である両者の比を取って成績係数 (COP) という形で、省エネルギーの指標として用いられる。

## 倍量・分量単位
| 分量                         | 分量 | 分量           |        | 倍量 | 倍量         | 倍量 |
| 値                           | 記号 | 名称           | 値     | 記号 | 名称         |      |
| 10−1 W                       | dW   | デシワット     | 101 W  | daW  | デカワット   |      |
| 10−2 W                       | cW   | センチワット   | 102 W  | hW   | ヘクトワット |      |
| 10−3 W                       | mW   | ミリワット     | 103 W  | kW   | キロワット   |      |
| 10−6 W                       | µW   | マイクロワット | 106 W  | MW   | メガワット   |      |
| 10−9 W                       | nW   | ナノワット     | 109 W  | GW   | ギガワット   |      |
| 10−12 W                      | pW   | ピコワット     | 1012 W | TW   | テラワット   |      |
| 10−15 W                      | fW   | フェムトワット | 1015 W | PW   | ペタワット   |      |
| 10−18 W                      | aW   | アトワット     | 1018 W | EW   | エクサワット |      |
| 10−21 W                      | zW   | ゼプトワット   | 1021 W | ZW   | ゼタワット   |      |
| 10−24 W                      | yW   | ヨクトワット   | 1024 W | YW   | ヨタワット   |      |
| 10−27 W                      | rW   | ロントワット   | 1027 W | RW   | ロナワット   |      |
| 10−30 W                      | qW   | クエクトワット | 1030 W | QW   | クエタワット |      |
| よく使われる単位を太字で示す |      |                |        |      |              |      |

## 符号位置
| 記号 | Unicode | JIS X 0213 | 文字参照          | 名称           |
| ---- | ------- | ---------- | ----------------- | -------------- |
| ㎺   | U+33BA  | -          | &#x33BA; &#13242; | ピコワット     |
| ㎻   | U+33BB  | -          | &#x33BB; &#13243; | ナノワット     |
| ㎼   | U+33BC  | -          | &#x33BC; &#13244; | マイクロワット |
| ㎽   | U+33BD  | -          | &#x33BD; &#13245; | ミリワット     |
| ㎾   | U+33BE  | -          | &#x33BE; &#13246; | キロワット     |
| ㎿   | U+33BF  | -          | &#x33BF; &#13247; | メガワット     |
| ㍗   | U+3357  | 1-13-41    | &#x3357; &#13143; | 全角ワット     |
| ㌗   | U+3317  | -          | &#x3317; &#13079; | 全角キロワット |

Unicodeには、ワットとその分量・倍量単位を表す上記の文字が収録されている。これらはCJK互換用文字であり、既存の文字コードに対する後方互換性のために収録されているものであるので、使用は推奨されない。

### 注
1. ↑  1 kW⋅h = 3600 kW⋅s
2. ↑  ワットは「単位時間あたりに発する熱量」の単位でもある。また光を電磁波として捉えた場合「単位時間あたりに通過するエネルギー」の単位ともなり得る（ポインティング・ベクトル）。